# William Tubman
William Vacanarat Shadrach Tubman, född 29 november 1895, död 23 juli 1971, var Liberias president från den 3 januari 1944 till sin död den 23 juli 1971.
Tubman är den av Liberias presidenter som suttit längst tid vid makten.

## Biografi
Innan han blev president hade Tubman bland annat varit senator i två omgångar: 1923-1931 samt 1934-1937, Liberias representant i Nationernas Förbund och biträdande domare i Liberias högsta domstol.
Under början av sin tid som president sågs han som en reformvänlig kraft inom det mycket konservativa True Whig Party och under sina första år vid makten verkade han också infria dessa förhoppningar: Kvinnlig rösträtt infördes, Liberia inledde diplomatiska förbindelser med fler länder och började på så sätt bryta sin isolering, utländska investerare bjöds in, den infödda befolkningens rättigheter erkändes, infrastrukturen byggdes ut och viss politisk opposition tilläts. Men med åren blev hans styre allt mer konservativt och diktatoriskt. 1955 lät han mörda sin främste rival om makten, den mycket populäre senatorn David Coleman (son till förre presidenten William Coleman), efter att denne på mycket vaga grunder anklagats för att ha planerat en statskupp samt att mörda presidenten. Senare samma år lät Tubman ändra konstitutionen så att han kunde omväljas för ett obegränsat antal mandatperioder, och därmed i praktiken gjort sig till president på livstid, även om han aldrig formellt antog den titeln. De demokratiska och sociala reformer som han genomfört under sina första år gick sakta men säkert förlorade igen och mot slutet av sitt liv blev han både fruktad och impopulär.
Han efterträddes vid sin död i juli 1971 av sin vicepresident William R. Tolbert.
William Tubmans brorson Winston Tubman (född 1941) blev senare en av Liberias mest tongivande politiker. 2011 ställde han upp i presidentvalet i Liberia mot den sittande presidenten Ellen Johnson Sirleaf med sitt egenhändigt bildade parti Kongressen för demokratisk förändring (CDC) men förlorade i andra valomgången.